# Timon (miasto)
Timon – miasto i gmina w Brazylii leżące w stanie Maranhão. Gmina zajmuje powierzchnię 1764,610 km². Według danych szacunkowych w 2016 roku miasto liczyło 166 295 mieszkańców. Położone jest na lewym brzegu Parnaíby (na prawym brzegu usytuowane jest miasto Teresina), około 350 km na południowy wschód od stolicy stanu, miasta São Luís, oraz około 1500 km na północ od Brasílii, stolicy kraju. 
W 2014 roku wśród mieszkańców gminy PKB per capita wynosił 8818,19 reais brazylijskich.